# Bram Stoker Awards 2001
Der Bram Stoker Award 2001 wurde im Jahr 2002 für Literatur und andere Medien verliehen, die im Vorjahr veröffentlicht worden waren. Bei der Verleihung werden jährlich außergewöhnliche Beiträge zur Horrorliteratur geehrt. Der Bram Stoker Award wird seit 1987 vergeben, die Gewinner werden per Wahl von den Mitgliedern der Horror Writers Association (HWA) bestimmt.
Die Zahl der Kategorien veränderte sich nicht im Vergleich zum Vorjahr, allerdings wurde die Kategorie „Other Media“ (Andere Medien) in „Alternative Forms“ (Alternative Formen) umbenannt.

## Gewinner und nominierte Autoren
Der Bram Stoker Award 2001 wurde in dreizehn Kategorien vergeben:
| Kategorie                                        | Gewinner                           | Werk                                                      | Weitere nominierte Autoren | Bilder der Gewinner |
| ------------------------------------------------ | ---------------------------------- | --------------------------------------------------------- | --- | ------------------- |
| Roman (Novel)                                    | Neil Gaiman                        | American Gods                                             | - Ray Bradbury: From the Dust Returned (deutsch: Vom Staub kehrst du zurück) - Jack Ketchum: The Lost - Stephen King & Peter Straub: Black House (deutsch: Das schwarze Haus)                                                                                            |                     |
| Erstlingswerk (First Novel)                      | Michael Oliveri                    | Deadliest of the Species                                  | - Diana Barron: Phantom Feast - d.g.k. goldberg: Skating on the Edge - Joe Nassise: Riverwatch |                     |
| Novelle (Long Fiction)                           | Steve Rasnic Tem                   | In These Final Days of Sales                              | - Harlan Ellison From A to Z, in the Sarsaparilla Alphabet - Nancy Etchemendy Demolition - Brian Keene Earthworm Gods (deutsch: Die Wurmgötter) - Nick Mamatas Northern Gothic                                                                                           |                     |
| Kurzgeschichte (Short Fiction)                   | Tim Lebbon                         | Reconstructing Amy                                        | - Mort Castle: I Am Your Need - Jack Ketchum: Fallen Angel - David B. Silva: Whose Puppets, Best and Worst, Are We? |                     |
| Sammelband (Fiction Collection)                  | Norman Partridge                   | The Man with the Barbed-Wire Fists                        | - Ed Gorman The Dark Fantastic - Tim Lebbon As the Sun Goes Down - Brian Lumley The Whisperer and Other Voices |                     |
| Anthologie (Anthology)                           | Brian A. Hopkins (Hrsg.)           | Extremes 2: Fantasy and Horror from the Ends of the Earth | - Richard Chizmar (Hrsg.): Trick or Treat: A Collection of Halloween Novellas - Ellen Datlow & Terri Windling (Hrsg.): The Year’s Best Fantasy and Horror Fourteenth Annual Collection - Brian Keene (Hrsg.): The Best of Horrorfind                                     |                     |
| Sachbuch (Nonfiction)                            | Brian Keene (Hrsg.)                | Jobs in Hell                                              | - Bruce Campbell: If Chins Could Kill: Confessions of a B Movie Actor - Brian A. Hopkins & Garrett Peck: Personal Demons - David B. Silva & Paul F. Olson: Hellnotes |                     |
| Illustrierte Geschichte (Illustrated Narrative)  | nicht verliehen                    | -                                                         | - Brian Azzarello Freezes Over (Hellblazer 158–161) - Caitlín R. Kiernan The First Adventures of Miss Catterina Poe (The Dreaming 56) - Jeff Mariotte Desperadoes: Quiet of the Grave - Kevin Smith Quiver (Green Arrow 1–10) - Verschiedene Autoren Weird Western Tales |                     |
| Drehbuch (Screenplay)                            | Christopher Nolan & Jonathan Nolan | Memento                                                   | - Alejandro Amenábar The Others - Philippa Boyens, Peter Jackson & Frances Walsh Die Gefährten - Terry Hayes & Rafael Yglesias From Hell |                     |
| Schrift für junge Leser (Work for Young Readers) | Yvonne Navarro                     | The Willow Files 2                                        | - Christopher Golden: Prowlers |                     |
| Lyricsammlung (Poetry Collection)                | Linda Addison                      | Consumed, Reduced to Beautiful Grey Ashes                 | - Bruce Boston: White Space - Chad Hensley: What the Cacodaemon Whispered - Charlee Jacob: Taunting the Minotaur |                     |
| Alternative Formen (Alternative Forms)           | Beth Gwinn & Stanley Wiater        | Dark Dreamers: Facing the Masters of Fear                 | - Bruce Ballon Unseen Masters (Rollenspielmodul) - Rod Gudino (Hrsg.) Rue Morgue Magazine - Brian Keene & Mike Roden Horrorfind (Website) - Darren McKeeman (Hrsg.) Gothic.net (Website)                                                                                 |                     |
| Lebenswerk (Lifetime Achievement)                | John Farris                        |                                                           | |                     |